# 453 a.C.

## Eventos
- Sexto Quintílio Varo e Públio Curiácio Fisto Trigêmino, cônsules romanos. Com a morte de Sexto Quintílio numa epidemia, Espúrio Fúrio Medulino Fuso, que já fora cônsul em 464 a.C., foi eleito cônsul sufecto, mas também ele morreu no mesmo ano na mesma epidemia.